# Martin Lee (tennis)
Pour les articles homonymes, voir Martin Lee (homonymie).
Martin Lee, né le 13 janvier 1978 à Londres, est un ancien joueur de tennis britannique.
Il a été numéro 1 junior, et a gagné le double junior à Wimbledon en 1995. Il est passé professionnel en 1996.
Son meilleur classement en sénior est 94e mondial en 2002. Il était alors le numéro 3 britannique derrière Tim Henman et Greg Rusedski. Il a joué un match Coupe Davis pour l'équipe d'Angleterre en barrages du groupe mondial en 2002 contre le thailandais Paradorn Srichaphan.
Il a participé à 8 reprises au Tournoi de Wimbledon, atteignant à 4 reprises le deuxième tour (1997, 2000-01, 2006). Sur le circuit secondaire Challenger, il détient 4 titres en double.
Il a la particularité d'être le seul joueur à n'avoir perdu aucun point lors de deux tie break consécutifs (7-60, 7-60) contre Sjeng Schalken, alors dans le Top 15, performance réalisée lors du Tournoi de Rotterdam en 2002,.
Il a arrêté sa carrière en 2006 après plusieurs opérations aux genoux.

## Palmarès

### Finale en simple messieurs
| No | Date       | Nom et lieu du tournoi                               | Catégorie   | Dotation  | Surface      | Vainqueur      | Score    |  |
| -- | ---------- | ---------------------------------------------------- | ----------- | --------- | ------------ | -------------- | -------- |  |
| 1  | 09-07-2001 | Miller Lite Hall of Fame Championships, Newport (RI) | Int' Series | 375 000 $ | Gazon (ext.) | Neville Godwin | 6-1, 6-4 |  |